# Морквяний пудинг
Морквяний пудинг — страва, традиційна для багатьох культур усього світу. Це може бути несолодкий, пікантний пудинг (як доповнення до основної страви) або солодкий десерт.

## Опис та історія
В англійському рецепті, опублікованому в 1591 році, описується «pudding in a Carret [sic] root», який по суті являє собою фаршировану моркву з м'ясом, жиром, вершками, яйцями, родзинками, підсолоджувачем (фініками і цукром), спеціями (гвоздикою та мускатом), очищеною морквою та панірувальними сухарями.
У The Oxford Companion to Food письменник Алан Девідсон вважає, що в Європі морква використовувалася для приготування солодких кексів.
Морквяний пудинг прототип сучасного торта. Морквяний пудинг подають в Ірландії принаймні з XVIII століття. Його також подавали у Сполучених Штатах вже в 1876 році. Оскільки солодкі продукти були нормовані під час Другої світової війни, морквяний пудинг розглядався у Великій Британії як альтернатива. Пізніше морквяний кекс стали розглядати як «здорову їжу».